# Carolina Sepúlveda
Carolina Sepúlveda, née le 15 août 1982 à Cúcuta en Colombie, est une actrice et modèle colombienne.

## Filmographie
- 2004 : La septima puerta (série télévisée) : Luisa Zapata
- 2004 : La viuda de la mafia (série télévisée) : Maria
- 2008 : Infieles anónimos (série télévisée) : Ingrid
- 2008 : Sin senos no hay paraíso (série télévisée) : Ximena (59 épisodes)
- 2009 : Victorinos (série télévisée) : Victorina Salinas
- 2009 : Gabriela giros del destino (série télévisée) : Veronica Maldonado
- 2011 : Sexo, mentiras y muertos : Lorena
- 2011 : 3 Milagros (série télévisée) : lieutenant Sachica
- 2016 : La Hermandad (série télévisée) : Rocio (14 épisodes)
- 2016-2017 : Sin senos sí hay paraíso (série télévisée) : Ximena Fonseca (95 épisodes)